# Campionat d'Europa d'escacs individual de 2016

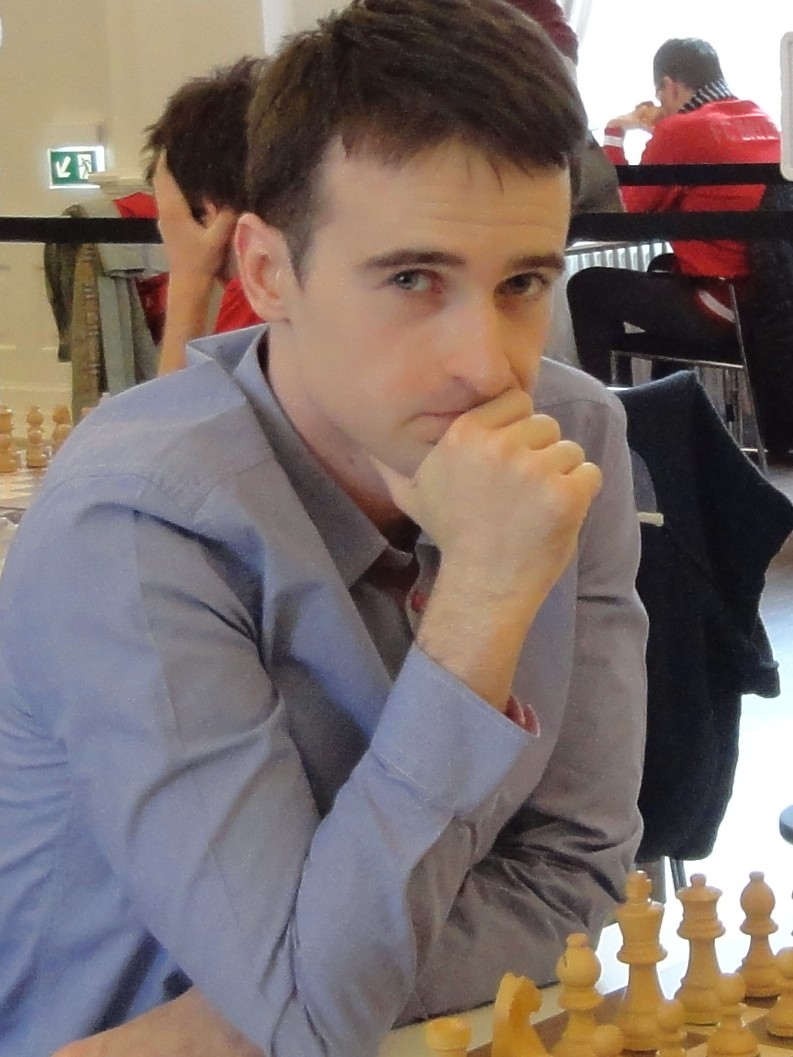
Ernesto Inàrkiev, campió d'Europa de 2016.

El Campionat d'Europa d'escacs individual de 2016 fou un torneig d'escacs disputat pel sistema suís a 11 rondes, entre els dies 11 i el 24 de maig de 2016 a Đakovica (Kosovo). El torneig fou organitzat pel municipi de Đakovica i la Federació d'Escacs de Kosovo sota els auspicis de la European Chess Union.
El campionat era obert a tots els jugadors que representessin a una federació europea. Era vàlid per a l'obtenció de norma de Gran Mestre i Mestre Internacional. El 23 jugadors millors es classificaren per la propera Copa del Món d'escacs de 2017. Es repartiren una bossa de premis de 120.000 euros.
Hi varen prendre part 231 jugadors. El Gran Mestre rus Ernesto Inàrkiev guanyà la medalla d'or en solitari amb 9 punts d'11 partides.

## Classificació
| #  | Jugador                   | Elo  | Punts | Des1 | Des2 | TPR  |
| -- | ------------------------- | ---- | ----- | ---- | ---- | ---- |
| 1  | GM Ernesto Inàrkiev       | 2686 | 9,0   | 72,5 | 77,5 | 2882 |
| 2  | GM Ígor Kovalenko         | 2644 | 8,5   | 67,0 | 71,5 | 2787 |
| 3  | GM Baadur Jobava          | 2661 | 8,0   | 73,5 | 78,0 | 2791 |
| 4  | GM David Navara           | 2735 | 8,0   | 72,5 | 78,5 | 2796 |
| 5  | GM Francisco Vallejo Pons | 2700 | 8,0   | 71,0 | 77,0 | 2777 |
| 6  | GM Radosław Wojtaszek     | 2722 | 7,5   | 76,0 | 82,0 | 2763 |
| 7  | GM Kacper Piorun          | 2681 | 7,5   | 69,0 | 74,5 | 2708 |
| 8  | GM Laurent Fressinet      | 2692 | 7,5   | 68,5 | 73,5 | 2734 |
| 9  | GM Aleksei Goganov        | 2600 | 7,5   | 68,5 | 71,0 | 2734 |
| 10 | GM Daniïl Dúbov           | 2644 | 7,5   | 68,0 | 73,0 | 2728 |
| 11 | GM Nikita Vitiúgov        | 2721 | 7,5   | 67,0 | 72,5 | 2732 |
| 12 | GM Ivan Txeparínov        | 2685 | 7,5   | 67,0 | 72,0 | 2691 |
| 13 | GM Ievgueni Naier         | 2681 | 7,5   | 67,0 | 72,0 | 2693 |
| 14 | GM Robert Hovhannisian    | 2632 | 7,5   | 66,5 | 70,5 | 2682 |
| 15 | GM Siarhei Jihalka        | 2647 | 7,5   | 66,0 | 71,0 | 2691 |
| 16 | GM Mladen Palac           | 2577 | 7,5   | 66,0 | 71,0 | 2671 |
| 17 | GM Iván Salgado López     | 2618 | 7,5   | 66,0 | 69,5 | 2686 |
| 18 | GM Aleksei Dréiev         | 2662 | 7,5   | 65,5 | 70,5 | 2663 |
| 19 | GM David Antón Guijarro   | 2616 | 7,5   | 65,5 | 69,5 | 2671 |
| 20 | GM Kirill Stupak          | 2535 | 7,5   | 65,5 | 68,5 | 2672 |
| 21 | GM Liviu-Dieter Nisipeanu | 2669 | 7,5   | 65,0 | 70,5 | 2688 |
| 22 | GM Aryan Tari             | 2558 | 7,5   | 64,5 | 69,5 | 2670 |
| 23 | GM Anton Demchenko        | 2589 | 7,5   | 64,5 | 68,0 | 2725 |
| 24 | GM Samvel Ter-Sahakian    | 2601 | 7,5   | 64,0 | 67,5 | 2688 |
| 25 | GM Constantin Lupulescu   | 2620 | 7,5   | 63,0 | 67,0 | 2662 |
| 26 | GM Olexandr Bortnyk       | 2565 | 7,5   | 62,0 | 67,0 | 2649 |

Fins a 245 classificats.